# Belstead
Belstead – wieś w Anglii, w hrabstwie Suffolk, w dystrykcie Babergh. Leży 6 km na południowy zachód od miasta Ipswich i 102 km na północny wschód od Londynu. Miejscowość liczy 190 mieszkańców.